# بير عنبر
قرية بير عنبر هي إحدى القرى التابعة لمركز قفط في محافظة قنا في جمهورية مصر العربية. حسب إحصاءات سنة 2006، بلغ إجمالي السكان في بير عنبر 4899 نسمة، منهم 2349 رجل و2550 امرأة.
كانت توجد بها استراحة قديمة للحجاج والمسافرين أمر ببنائها إبراهيم باشا بن محمد علي. تقع الاستراحة على رأس الطريق بين قفط والقصير، وكانت تعد أولى محطات الحجيج إلى الحجاز عبر ميناء عيذاب. ولم يتبقّ اليوم من مبناها المشيد بالطوب اللبن إلا بعض الحجرات يتقدمها ممر مقبب.